# Raleigh (Floride)
Pour les articles homonymes, voir Raleigh (homonymie).
Pour la capitale de la Caroline du Nord, voir Raleigh.
Raleigh est une census-designated place située dans le comté de Levy, dans l’État de Floride, aux États-Unis.

## Démographie
| 2000 | 2010 | - | - | - | - |
| ---- | ---- | - | - | - | - |
| 281  | 373  | - | - | - | - |

Sa population s’élevait à 373 habitants lors du recensement de 2010.